# Адріана Чечик
Адріана Чечик (англ. Adriana Chechik), справжнє ім'я Дезара Крістіна Чарльз (англ. Dezarae Kristina Charles; нар. 4 листопада 1991) — американська порноакторка.

## Біографія
Виросла в сім'ї прийомних батьків у Даунінгтауні (Пенсільванія). Прізвище Чечик має тюркське походження і означає «квітка» (пор. тур. Çiçek). В одному з інтерв'ю сказала, що має російське, сербське та англійське коріння, хоча і не впевнена в цьому; згодом підтверджувала своє російсько-сербське походження. В одному з інтерв'ю на початку порнодіяльності стверджувала, що батьки удочерили її з Сибіру у віці 8 місяців, а коли їй було 11 років, вони розлучилися.
Навчалася на біохімії в Університеті Дрекселя, потім танцювала стриптиз в клубі у Флориді. В порноіндустрії з 2013 року, де практикує жорсткий стиль (глибокий мінет, груповий секс, тріолізм), причому з подвійним як вагінальним, так і анальним проникненням. Багато в чому стала популярною завдяки здатності до багаторазового сквірту.

## Нагороди
- 2015 AVN Award — Best Anal Sex Scene — Internal Damnation 8 (разом з актором Мануелем Феррарою)[11]
- 2015 AVN Award — Most Outrageous Sex Scene — Gangbang Me (разом з акторами Еріком Еверхардом, Джеймсом Діном та Міком Блу)
- 2017 AVN Award — Акторка року[12]